# Cefaleia de tensão

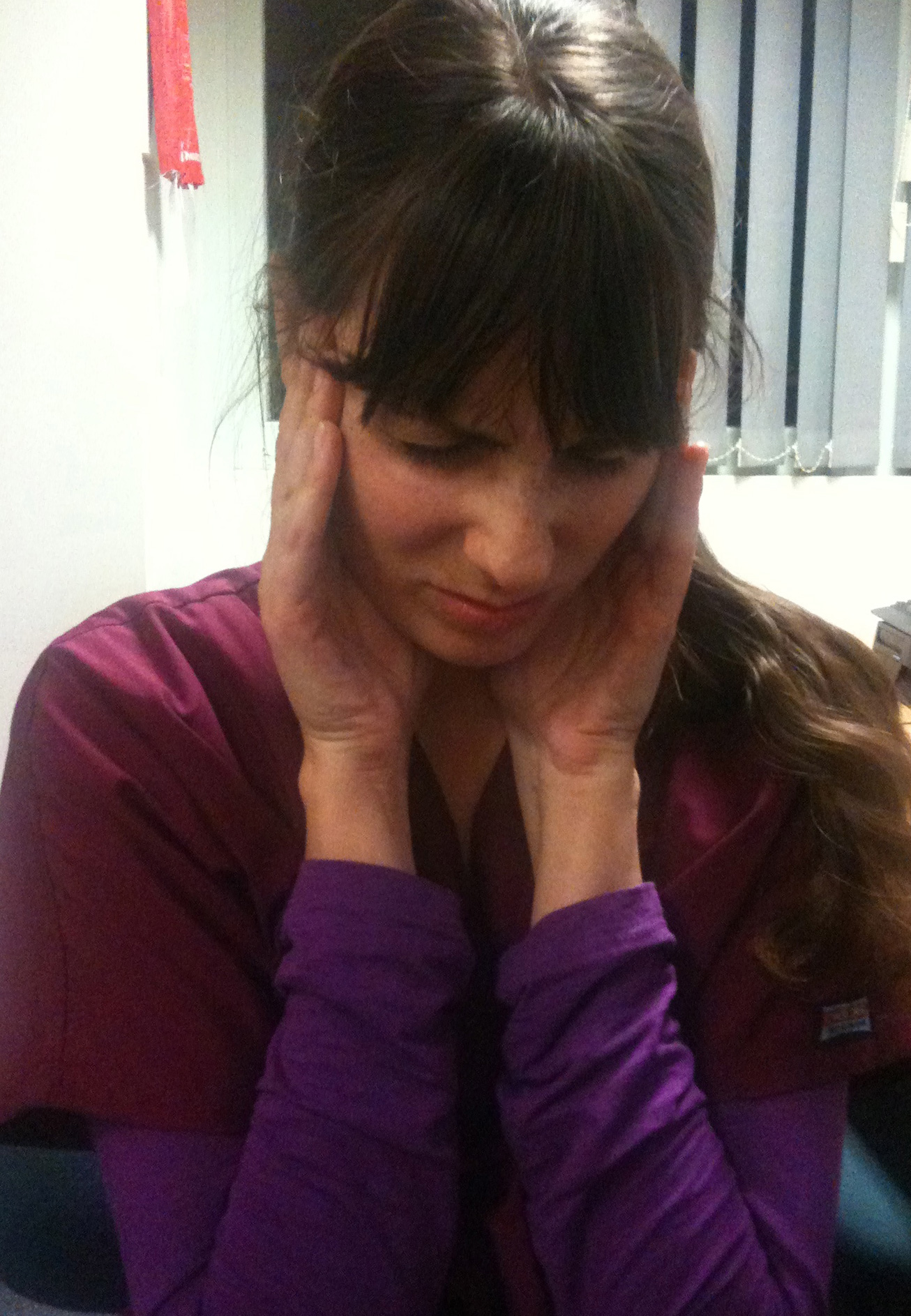
Cefaleias podem ser agravadas por distúrbios na articulação temporomandibular (ATM), demandando cuidado meticuloso para sua resolução por parte de um profissional odontológico

A cefaleia de tensão é o tipo de dor de cabeça mais comum, correspondendo à "dor de cabeça vulgar". Este tipo de cefaleia  ("dor de cabeça") não é causado por uma doença específica, parecendo estar relacionada com factores de tensão física (por exemplo, má postura) e psicológica (ansiedade e stress). A cefaleia de tensão típica é habitualmente de intensidade ligeira ou moderada, atinge ambos os lados da cabeça e é muitas vezes descrita como uma sensação de aperto, peso ou "capacete" a rodear a cabeça.
Ao contrário da enxaqueca, a dor da cefaleia de tensão não é pulsátil, não piora com a actividade física de rotina (como caminhar ou subir escadas) e não se acompanha de náuseas nem vómitos. Durante as crises os doentes podem sentir-se incomodados pelos ruídos intensos ou pelas luzes mas estas queixas não são tão significativas como no caso de enxaqueca. Uma pessoa pode sofrer de cefaleia de tensão e de enxaqueca, sendo que os sintomas dos dois tipos de cefaleia podem sobrepor-se.
A cefaleia de tensão pode ser dividida em episódica ou crónica, dependendo da frequência e persistência dos sintomas.
- Cefaleia de tensão episódica: cada episódio de cefaleia pode ter uma duração entre 30 minutos a 7 dias
  - Pouco frequente: Menos de 1 episódio de cefaleia por mês (menos de 12 episódios por ano)
  - Frequente: Pelo menos 1 episódio de cefaleia por mês mas menos de 15 dias por mês com cefaleias (cefaleia que ocorre entre 12 a 179 dias por ano)
- Cefaleia de tensão crónica: a cefaleia dura horas ou pode ser contínua. Ocorre quase todos os dias, ou seja mais de 15 dias por mês (pelo menos 180 dias por ano). Podem ocorrer náuseas ligeiras.

A causa exacta da cefaleia de tensão é desconhecida mas parecem existir diversos factores que contribuem para o seu aparecimento, nomeadamente alterações da sensibilidade à dor na cabeça, pescoço e ombros e perturbação da interpretação cerebral dos sinais de dor enviados a partir dos músculos na cabeça e pescoço. É também provável que situações de stress emocional, privação de sono e/ou de tensão muscular contribuam para o aparecimento deste tipo de cefaleias.

## Manifestações clínicas
A principal característica da cefaleia de tensão é uma sensação de pressão em volta da cabeça, como se esta estivesse a ser apertada por uma faixa ou capacete.
A dor pode afectar também o pescoço e, frequentemente, os músculos do pescoço e dos ombros ficam tensos e dolorosos à palpação. O doente poderá sentir ainda dificuldade de concentração e perturbação do sono.

## Diagnóstico
Não existe nenhum exame específico para confirmar o diagnóstico de uma cefaleia de tensão. Este baseia-se na descrição da dor de cabeça, na história clínica e na observação médica (que habitualmente é normal). Para facilitar o diagnóstico e o tratamento, é importante que o doente faça um diário para apontar os dias em que tem dor de cabeça e as suas características: duração, intensidade, localização exacta, sintomas associados, possíveis factores desencadeantes e resposta aos analgésicos.
Nos casos típicos de cefaleia de tensão, não é necessário qualquer exame. No entanto, se o médico tiver dúvidas relativamente ao diagnóstico, poderá solicitar a realização de exames de imagem cerebral como a tomografia computorizada (TC) ou a ressonância magnética (RMN) da cabeça.

## Evolução clínica
A cefaleia de tensão episódica ocorre esporadicamente e é quase uma experiência “normal”, que qualquer pessoa pode sentir em fases de maior tensão ou “stress”, com  uma duração entre 30 minutos a 7 dias. Por outro lado, a cefaleia de tensão crónica habitualmente mantém-se durante grande parte ou todo o dia, na maior parte dos dias da semana. Neste caso, a dor pode ser contínua e ininterrupta, apesar da intensidade da dor variar ao longo do tempo.

## Prevenção
Apesar de existirem múltiplos factores que podem desencadear as cefaleias de tensão, por vezes estas podem ser evitadas com o recurso a técnicas de relaxamento e, na medida do possível, evitando  situações potencialmente stressantes e geradoras de ansiedade. Identificar e corrigir as situações que desencadeiam o aparecimento da dor da cabeça permite reduzir quer a frequência, quer a sua intensidade. É importante que pratique exercício com regularidade e que mantenha horários de sono regulares. Se tiver sintomas depressivos ou de ansiedade persistentes, procure apoio médico.

## Tratamento
- Cefaleia de tensão episódica —  Para o alívio destes casos podem ser utilizados os analgésicos vulgares como a aspirina, o paracetamol ou o ibuprofeno. Ainda assim, deve-se evitar utilizar analgésicos durante mais do que dois ou três dias por semana. A utilização excessiva de analgésicos pode originar uma cefaleia crónica, ocorrendo dor de cabeça nos dias em que estes medicamentos não forem tomados devido a um estado de privação.
- Cefaleia de tensão crónica — Este tipo de cefaleia é mais difícil de tratar, havendo o risco de utilização excessiva de analgésicos. Deste modo, é útil iniciar uma terapêutica preventiva para evitar o aparecimento da cefaleia. Alguns fármacos do grupo dos antidepressivos como os inibidores da recaptação de serotonina, tomados diariamente, têm um efeito preventivo e diminuem a dor mesmo que o doente não esteja deprimido.

Algumas pessoas conseguem controlar a cefaleia de tensão sem recorrer a qualquer medicação, apenas com medidas gerais como, por exemplo, massagens ou aplicação de compressas quentes ou frias na área dolorosa ou na zona do pescoço e ombros. No entanto, convém frisar que as massagens no pescoço apenas devem ser feitas por profissionais experientes e cuidadosos pois podem lesar as artérias que ali passam e que irrigam o cérebro
.
O recurso a técnicas de relaxamento e a exercícios de controlo da respiração poderá também proporcionar alívio, reduzindo a frequência e a intensidade das dores de cabeça. O biofeedback e a acupunctura também podem ser úteis mas, antes de recorrer a estes tratamentos, peça a opinião ao seu médico.

## Quando contactar um médico
A maioria das dores de cabeça é inofensiva, sobretudo quando desaparecem espontaneamente ou com a utilização de um analgésico vulgar.
Raramente as cefaleias são provocadas por uma situação clínica de gravidade. Deverá contactar o seu médico se sentir uma dor de cabeça:
- após um ferimento/traumatismo na cabeça
- acompanhada por febre ou vómitos
- associada a:
  - visão distorcida
  - dificuldade em falar
  - dormência ou fraqueza nos braços ou pernas
- com  intensidade e duração crescentes
- fulminante  ou associada a perda de consciência
- que exija o uso diário e contínuo de analgésicos

## Prognóstico
Episódios esporádicos de cefaleia de tensão são normalmente tratados com sucesso através do recurso a analgésicos. Por outro lado, o tratamento da cefaleia de tensão crónica é mais difícil e pode levar vários meses. Contudo, com o passar do tempo, a frequência e a intensidade das dores de cabeça poderão diminuir.

## Informação adicional
- «Sociedade Portuguesa de Neurologia»
- «Sociedade Portuguesa de Cefaleias»
- «Alto Comissariado da Saúde» (em inglês)
- «National Institute of Neurological Disorders and Stroke» (em inglês)
- «National Headache Foundation» (em inglês)
- «American Council for Headache Education (ACHE)» (em inglês)